# FL Studio
FL Studio (ranije poznat pod imenom FruityLoops) je digitalna audio radna stanica (DARS), koju je razvila kompanija Image-Line iz Belgije. Grafički izgled interfejsa je zasnovan na šablonu muzičkog sekvencera, i od 2014. je jedan od najkorišćenijih programa ove vrste. Program je dostupan u tri različita izdanja za Мikrosoftov Windows: Fruity Edition, Producer Edition i Signature Bundle . Image-Line nudi "doživotnu" besplatnu nadogradnju softvera, što znači da za jednom kupljen program, dobijate besplatno svaku sledeću verziju. Takođe, Image-Line je razvio i FL Studio Mobile za iPod Touch, iPhone, iPad i Android uređaje
FL Studio koristi VST instrumente ali se takođe može koristiti kao VST instrument u drugim DARS-ima, a funkcioniše i kao ReWire klijent. Image-Line takođe nudi VST instrumente i audio aplikacije.

## Istorija
Prvu verziju FruityLoops-a (1.0.0) je razvio Didier Dambrin za Image-Line i delimično je objavljena decembra 1997. Puna verzija je zvanično izašla 1998. Dambrin nakon toga postaje glavni rukovodilac razvoja programa, a program nakon toga dobija seriju velikih ažuriranja, učinivši ga popularnom i kompleksnom DARS-om. Tokom godina, FL Studiju su usledile deset velikih nadogradnji, a aktuelna stabilna verzija, FL Studio 11, je objavljena aprila 2013.

## Pregled softvera

### Izdanja
- FL Studio Express (ukinut posle verzije 10[7])) - Ova verzija dozvoljava samo step sequencer editovanje. Patterni nemaju ograničen broj instrumenata koji se mogu koristiti. Instrumenti se mogu povezati na mikser u svrsi dodavanja efekata. Ova verzija ne sadrži tzv. piano roll, aranžer za patterne (tzv. playlist), mogućnost automatizacije, mogućnost audio snimanja kao ni podršku za VST instrumente ili ReWire klijente.[7]
- Fruity Edition - Ova verzija omogućava korisnicima pristup piano roll-u, playlist-i i automatizaciji što je omogućavalo mnogo kompleksnije aranžiranje pesama. Takođe, u ovu verziju je uključena i VST i ReWire podrška. Ova verzija i dalje nije uključivala snimanje audio signala.[7]
- Producer Edition - Ova verzija uključuje sve mogućnosti Fruity Edition-a, snimanje internog i eksternog audio signala i post-produkcijske alate.[7]
- Singature Bundle - Ova verzija uključuje sve aspekte Produer Edition-a s tim što je baza plaginova proširena.[7]
- Free Demo - Besplatna verzija uključuje sve mogućnosti softvera i većinu plaginova, uz ograničenja pri snimanju projekata. Naime, projekat snimljen u demo verziji se može otvoriti samo u punoj verziji FL Studija. Takođe, neki instrumenti će se gasiti na svakih par minuta sve dok se program i plaginovi ne registruju.[7]
- Mobile - 21. juna 2011. Image-Line predstavlja FL Studio Mobile za iOS, dok verzija za Android izlazi aprila 2013. Obe verzije podržavaju kreiranje projekata sa više traka.[7]

### Sistemski zahtevi
FL Studio 10.0 radi na Windows 2000/XP/Vista/7/8 (32-bitne i 64-bitne verzije) kao i na Intel Meku sa Boot camp-om. Zahteva 2GHz AMD ili Intel Pentium 3 procesor sa punim SSE1 podrškom. Potrebno je 1GB slobodnog prostora na hard disku i preporučuje se najmanje 1GB RAM memorije.

## Plaginovi
FL Studio dolazi sa različitim plaginovima i generatorima signala. FL Studio takođe podržava vanjske VST i DirectX plaginove. Mnogi plaginovi mogu funkcionisati kao zasebni programi. Plaginovi koji dolaze uz FL Studio su: Dashboard, Edison, Fruity Video Player, Deckadance, Maximus, Riff Machine, Fruity Stereo Shaper.

### Virtuelni efekti
U FL Studio su uključeni i virtuelno efekti, a neki od njih su: Gross Beat, Compressor, Parametric EQ2, Reverb, Gross Beat, Hardcore Guitar Effects Suite, Delay, Fruity Vocoder, Vocodex.

### Sempleri
Od semplera, FL Studio uključuje DirectWave Sampler i SliceX.

### Sintisajzeri
FL Studio uključuje čak 32 generatora signala a najpoznatiji su: 3XOsc, Harmless, Harmor, Sawer.

## Podrška
Podrška za softver je omogućena kroz HTML dokument koji se dobija prilikom instaliranja FL Studija. Korisnici se takođe mogu registrovati na zvaničnim forumima.

## Spoljašnje veze
- Zvanična web stranica Архивирано на веб-сајту  (24. мај 2015)